# The Hill (film 2023)
The Hill è un film del 2023 diretto da Jeff Celentano, tratto da una storia vera.

## Trama
Nonostante la povertà e una malattia della colonna vertebrale che lo costringe a indossare un apparecchio per le gambe, il giovane Rickey Hill del Texas dimostra di essere un giocatore di baseball talentuoso.

## Produzione
Nell'agosto 2021, Deadline ha riferito che Dennis Quaid si è unito al cast del film, prodotto da Jeff Celentano e Warren Ostergard di Vitamin A Films. Nel film, Quaid interpreta il pastore James Hill mentre Colin Ford interpreta suo figlio Rickey Hill. The Hill è stata l'ultima opera sceneggiata da Scott Marshall Smith, morto nel 2020 a causa di un ictus. Le riprese principali si sono svolte da novembre a dicembre 2021 ad Augusta, in Georgia, e nella contea di Columbia. La colonna sonora è stata curata da Geoff Zanelli. 

## Distribuzione
The Hill è stato distribuito nelle sale cinematografiche da Briarcliff Entertainment il 25 agosto 2023.

## Accoglienza
Sull'aggregatore di recensioni Rotten Tomatoes ha un indice di gradimento del 44%, con un voto medio di 5,60 su 10 basato su 36 recensioni.